# Biela (cràter)
|  | No s'ha de confondre amb Béla (cràter). |

Biela és un cràter d'impacte que es troba en les escarpadas terres altes del sud-est de la Lluna, a l'est de Rosenberger, i al sud-est del cràter doble Watt-Steinheil.

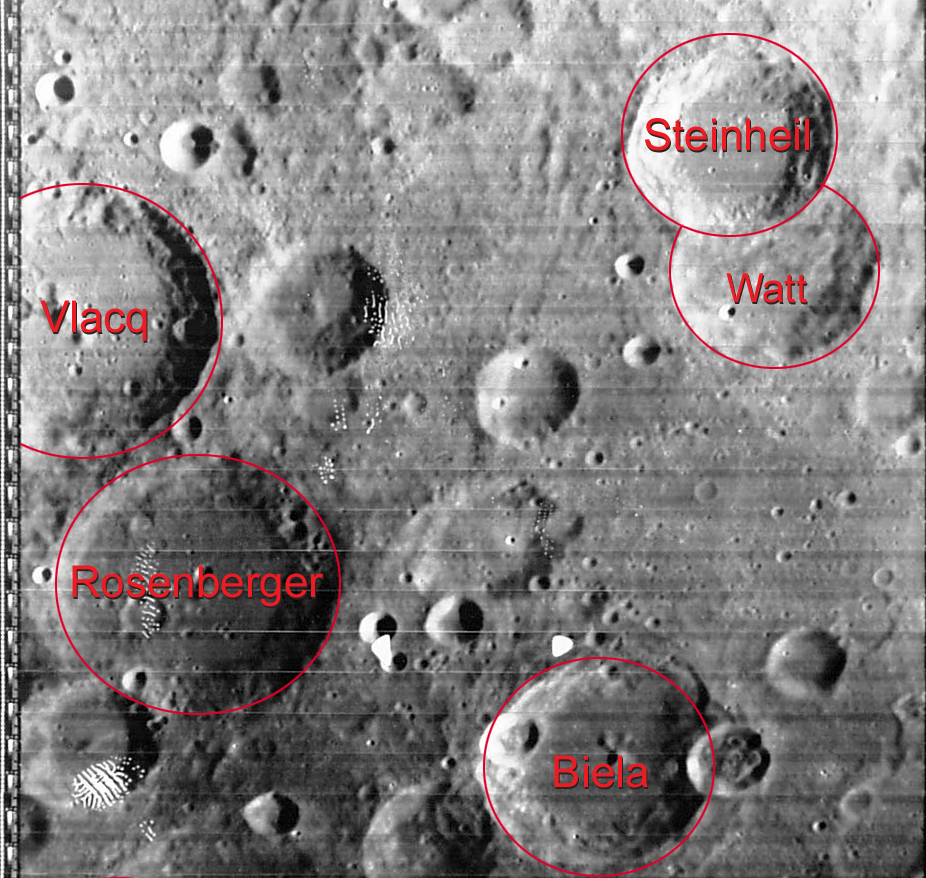
Fotografia de la missió Lunar Orbiter 4

La vora d'aquest cràter se superposa a un parell de cràters petits però notables: Biela C a través de la vora nord-est i Biela W al llarg de la paret interior occidental. El cràter satèl·lit Biela B està unit a la vora exterior del sud-oest. El material ejectat de Biela cobreix la part nord-oest de la seva plataforma interior. Malgrat un cert grau de desgast, el contorn de Biela es manté relativament ben definit, especialment en el sud-est.
El sòl interior és pla i no existeixen marques de cràters reseñables. Hi ha una formació de pic central de tres crestes situada just al nord-est del punt central.

## Cràters satèl·it

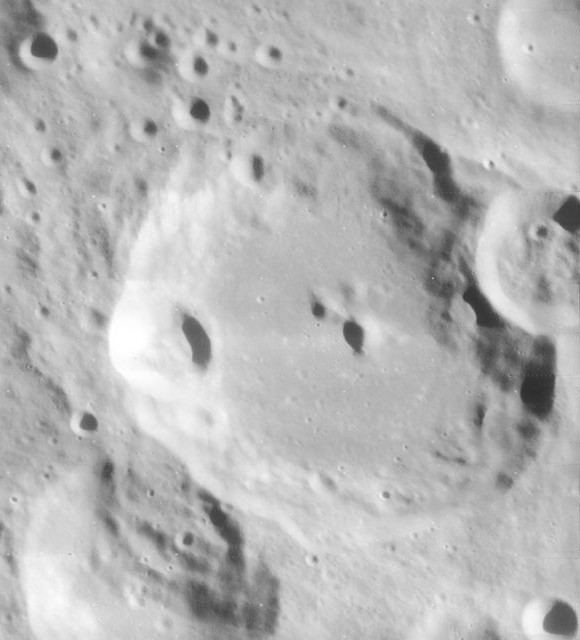
Biela (imagen Lunar Orbiter 4

Per convenció aquests elements són identificats en els mapes lunars posant la lletra en el costat del punt mitjà del cràter que està més prop de Biela.
|       | \| Biela \| Coordenades \| Diàmetre \| \| ----- \| ------------------------------------ \| -------- \| \| A \| 52° 54′ S, 53° 18′ E / 52.9°S,53.3°E \| 26 km \| \| B \| 56° 30′ S, 49° 36′ E / 56.5°S,49.6°E \| 43 km \| \| C \| 54° 18′ S, 53° 30′ E / 54.3°S,53.5°E \| 26 km \| \| D \| 55° 48′ S, 56° 18′ E / 55.8°S,56.3°E \| 14 km \| \| E \| 56° 24′ S, 56° 18′ E / 56.4°S,56.3°E \| 8 km \| \| F \| 56° 18′ S, 54° 30′ E / 56.3°S,54.5°E \| 9 km \| \| G \| 56° 12′ S, 53° 54′ E / 56.2°S,53.9°E \| 10 km \| \| H \| 57° 54′ S, 54° 12′ E / 57.9°S,54.2°E \| 8 km \| \| J \| 57° 00′ S, 52° 54′ E / 57.0°S,52.9°E \| 14 km \| \| T \| 53° 48′ S, 49° 54′ E / 53.8°S,49.9°E \| 7 km \| \| U \| 53° 24′ S, 49° 00′ E / 53.4°S,49.0°E \| 16 km \| \| V \| 53° 36′ S, 48° 30′ E / 53.6°S,48.5°E \| 6 km \| \| W \| 55° 06′ S, 49° 36′ E / 55.1°S,49.6°E \| 16 km \| \| Y \| 54° 54′ S, 58° 00′ E / 54.9°S,58.0°E \| 15 km \| \| Z \| 53° 48′ S, 57° 00′ E / 53.8°S,57.0°E \| 48 km \| |          |
| Biela | Coordenades | Diàmetre |
| A     | 52° 54′ S, 53° 18′ E / 52.9°S,53.3°E | 26 km    |
| B     | 56° 30′ S, 49° 36′ E / 56.5°S,49.6°E | 43 km    |
| C     | 54° 18′ S, 53° 30′ E / 54.3°S,53.5°E | 26 km    |
| D     | 55° 48′ S, 56° 18′ E / 55.8°S,56.3°E | 14 km    |
| E     | 56° 24′ S, 56° 18′ E / 56.4°S,56.3°E | 8 km     |
| F     | 56° 18′ S, 54° 30′ E / 56.3°S,54.5°E | 9 km     |
| G     | 56° 12′ S, 53° 54′ E / 56.2°S,53.9°E | 10 km    |
| H     | 57° 54′ S, 54° 12′ E / 57.9°S,54.2°E | 8 km     |
| J     | 57° 00′ S, 52° 54′ E / 57.0°S,52.9°E | 14 km    |
| T     | 53° 48′ S, 49° 54′ E / 53.8°S,49.9°E | 7 km     |
| U     | 53° 24′ S, 49° 00′ E / 53.4°S,49.0°E | 16 km    |
| V     | 53° 36′ S, 48° 30′ E / 53.6°S,48.5°E | 6 km     |
| W     | 55° 06′ S, 49° 36′ E / 55.1°S,49.6°E | 16 km    |
| Y     | 54° 54′ S, 58° 00′ E / 54.9°S,58.0°E | 15 km    |
| Z     | 53° 48′ S, 57° 00′ E / 53.8°S,57.0°E | 48 km    |